# Idaea velutina
Idaea velutina là một loài bướm đêm trong họ Geometridae.